# Otomys maximus
Otomys maximus is een knaagdier uit het geslacht Otomys dat voorkomt in de Okavango-delta en de omgeving daarvan in Angola, Zambia, Zimbabwe, Botswana en Namibië. Deze soort werd oorspronkelijk als een ondersoort van de moerasrat (O. irroratus) beschreven, maar later tot O. angoniensis gerekend of als een aparte soort gezien; de laatste classificatie wordt in het meest recente taxonomische standaardwerk aangehouden. O. maximus verschilt van O. angoniensis in een aantal kenmerken: het eerste dier is groter, de derde kies in de bovenkaak heeft meestal zes laminae op de derde kies in de bovenkaak (meestal zeven bij O. angoniensis) en de vacht is grijsachtig (bruin tot geelbruin bij O. angoniensis). De twee delen echter een sterk gereduceerd foramen stapedium en zijn waarschijnlijk nauw verwant. Hun verspreidingen worden gescheiden door droge gebieden in Noordoost-Botswana en Zuidwest-Zambia. O. cuanzensis uit Midden-Angola is eerder ook in O. maximus geplaatst, maar die classificatie wordt nu als een vergissing beschouwd.